# Thiomonas islandica
Thiomonas islandica es una bacteria gramnegativa del género Thiomonas. Fue descrita en el año 2011. Su etimología hace referencia a Islandia. Es aerobia y móvil. Tiene un tamaño de 0,4 μm de ancho por 1,7 μm de largo, y crece de forma individual. Forma colonias grisáceas, redondas y pequeñas. Temperatura de crecimiento entre 30-55 °C, óptima de 45 °C. Se ha aislado de una fuente termal en Islandia. 